# Heteren
Heteren is een dorp aan de rivier de Nederrijn. Heteren ligt in de Nederlandse provincie Gelderland. Sinds de gemeentelijke herindeling op 1 januari 2001 maakt Heteren deel uit van de gemeente Overbetuwe. Het dorp telt 5078 inwoners. 

## Geschiedenis
Het ontstaan van Heteren begint met de vestiging van de Romeinen en de Batavieren bij Rayen onder Elst, Hemmen, Zetten en op de Hoge Woerd bij Kesteren. In de kom van het dorp Heteren lag zo’n Bataafse nederzetting.
Nadat de Batavieren verdwenen waren werd het land bewoond door de Chamaven, daarna geruime tijd door de Saksen. In 1232 wordt voor het eerst “Insula de Hetere” vermeld. Met insula wordt vermoedelijk “eiland” bedoeld, omdat men in het rivierengebied op hoger gelegen gronden bouwde.
Behalve buurtschappen vormden zich spoedig kerspelen (rooms-katholieke kerkgemeenten, kerkdorp, parochie), die alles omvatten wat met de kerk en ook school samenhing. Vaak was de grens van een buurschap hetzelfde als die van een kerspel, soms omvatte een kerspel meerdere buurtschappen. Heteren, Randwijk, Indoornik en Lakemond hadden ieder een eigen heer. Voormalige kastelen als de Oldenhof, Rode Toren, Uilenburg, Vredestein, Nyerborch en Doijenborgh herinneren nog aan die tijd. In latere Middeleeuwen werd het noodzakelijk dat verschillende zaken centraal geregeld werden, onder andere dijkwezen, de waterafvoer en de rechtspraak. Bovendien werd de macht van graven en hertogen groter. Toen ontstonden de ambten. Heteren viel onder het Ambt Over-Betuwe, met als zetel Elst. Het Ambtshuis in Elst herinnert hieraan.
De rechtspraak had een onderverdeling in panderambten of scholambten met aan het hoofd een Scholtus (schout). Het panderambt Heteren omvatte Heteren, Driel en Randwijk. Tijdens de Franse overheersing wordt de uitdrukking municipaliteit (gemeentebestuur) geïntroduceerd. De Staatsregeling van 1798 spreekt van gemeenten in staatskundige zin. De Reglementen van 1800 en 1801 bevatten de indeling van de Republiek in gemeenten. In de grondwet van 1805 en 1806 werd het land verdeeld in departementen, arrondissementen, cantons en mairien (gemeenten). Het Mairie Heteren behoorde tot het canton Elst, arrondissement Tiel en tot het departement Boven-IJssel. De Mairie Heteren omvatte toen Driel (633 inwoners), Heteren (454 inw.), Homoet (116 inw.) en Meinerswijk (45 inw.). Indoornik (115 inw.), Lakemond en Randwijk (406 inw.) vielen onder de Mairie Hemmen.
Onder koning Willem I werd in 1816 een reglement uitgevaardigd voor het platteland van de Provincie Gelderland. Er ontstonden hoofdambten, schoutambten en gemeenten. Heteren viel als schoutambt onder de Over-Betuwe. Tot Heteren behoorden toen de dorpen Heteren, Driel, Randwijk, Lakemond en Indoornik. Na de inwerkingtreding van het Reglement (1825) is het territorium nauwelijks veranderd. In 1995 werd een gedeelte van het gebied (Driel Oost) afgestaan aan de gemeente Arnhem.

### Tweede Wereldoorlog
Zoals de gehele Betuwe heeft ook Heteren geleden onder het geweld van de Tweede Wereldoorlog. Terwijl de eerste jaren van de oorlog rustig verliepen en het gewone leven op enkele incidenten na zijn gang ging, had het einde van de oorlog een hoop onrust in petto. Met de start van Operatie Market Garden op 17 september 1944 kwam het front rond de Betuwe en de Veluwezoom te liggen. Op 21 september landden Poolse parachutisten in het naastgelegen Driel. In de dagen die erop volgden bereikten ook Britse grondtroepen, die vanuit het zuiden kwamen, de Rijn. Met de terugtocht van de Britse luchtlandingstroepen uit Oosterbeek in de nacht van 25 op 26 september 1944 werd de rivier de Rijn de nieuwe frontlinie. Enkele weken later bliezen de Duitsers tijdens operatie Fall Storch de Drielsedijk op, waardoor ook Heteren onder water kwam te staan. Het dorp vormde daarna het toneel van felle gevechten tussen Duitsers en geallieerde troepen. In het Betuws Oorlogsmuseum "The Island" 1944-1945 wordt aandacht besteed aan de periode vanaf september 1944 tot aan de bevrijding van deze streek in april 1945. Ook zijn er in het dorp meerdere monumenten ter nagedachtenis aan de oorlog te vinden. Eén ervan, een leeg platform aan de Randwijkse Rijndijk, herdenkt aan de molen die daar jaren zijn dienst heeft gedaan, maar in de oorlog onherstelbaar verwoest werd.

### Na de Tweede Wereldoorlog
Voor de gemeentelijke herindeling in 2001 was Heteren onderdeel van de gemeente Heteren. Historisch gezien is de belangrijkste bron van inkomsten de landbouw en in het bijzonder de fruitteelt. Bovendien waren vroeger de steenbakkerijen erg belangrijk. Door mechanisatie in de landbouw is de werkgelegenheid in deze sector sterk gekrompen en de meeste Heterenaren moesten op zoek naar ander werk.
Tot het eind van de jaren zestig werd er in Heteren alleen gebouwd voor de aanwas van de eigen bewoners. Na de aanleg van de A50 langs Heteren, met een brug over de Nederrijn, veranderde dit drastisch. Door de verbeterde verbindingen vonden veel mensen een baan in Arnhem, Wageningen of Nijmegen. Door deze ontwikkelingen kwam de woningbouw in een grote stroomversnelling. Er werden veel bouwplannen in uitvoering genomen en honderden woningen opgeleverd in diverse bestemmingsplannen. Heteren groeide in een rap tempo naar een inwonertal van 3500. Tussen 1999 en 2001 werd een laatste groot bouwproject gestart, de wijk "de Melkweide" met ruim 500 woningen. 
De gebouwen van Steenfabriek Randwijk, ten westen van het dorp, bij het voormalige Renkumse veer, zijn Rijksmonument. In de gebouwen van Steenfabriek Randwijk is het museum van de Gelderse Smalspoor Stichting gevestigd.

## Hervormde kerk

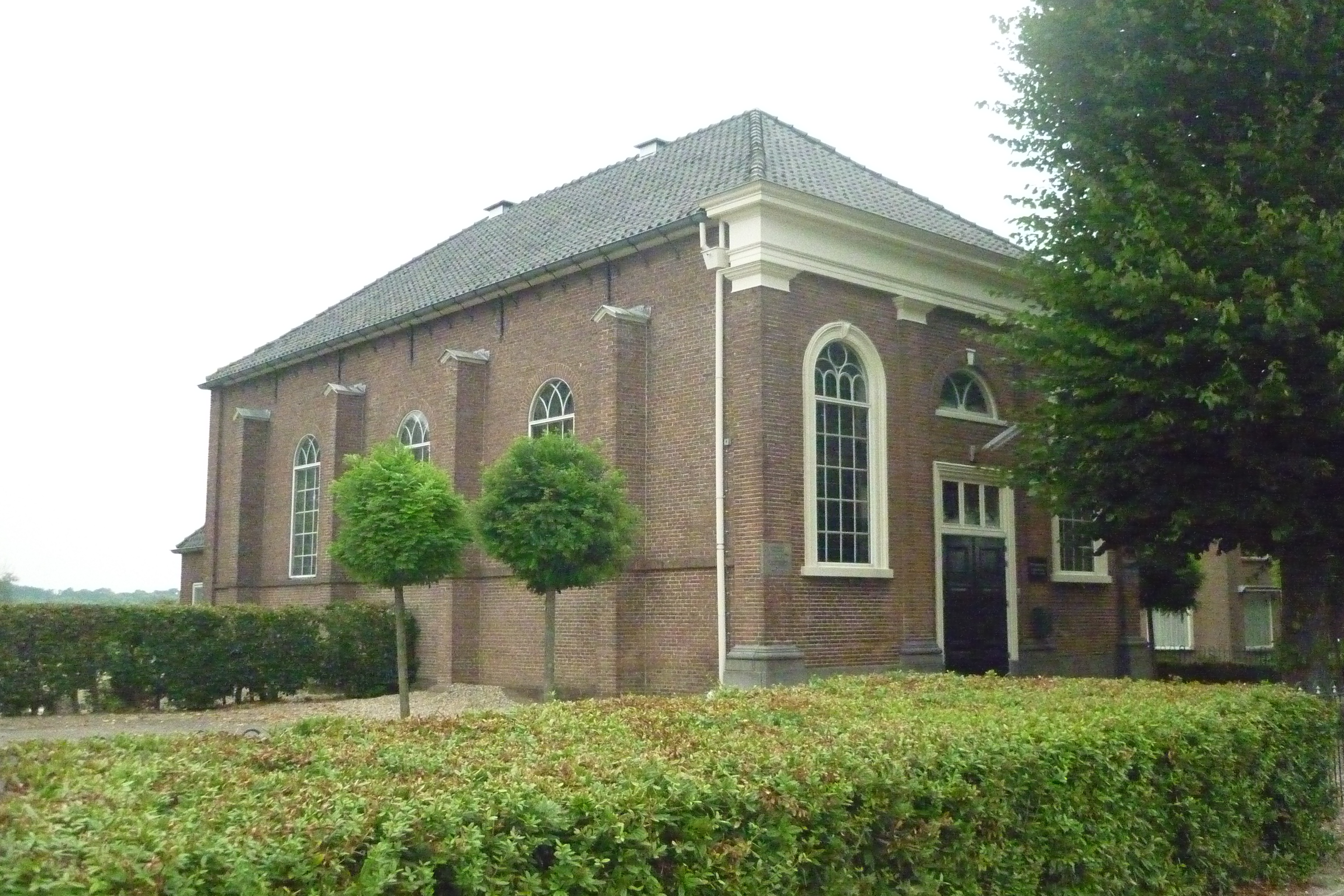
Kerkgebouw

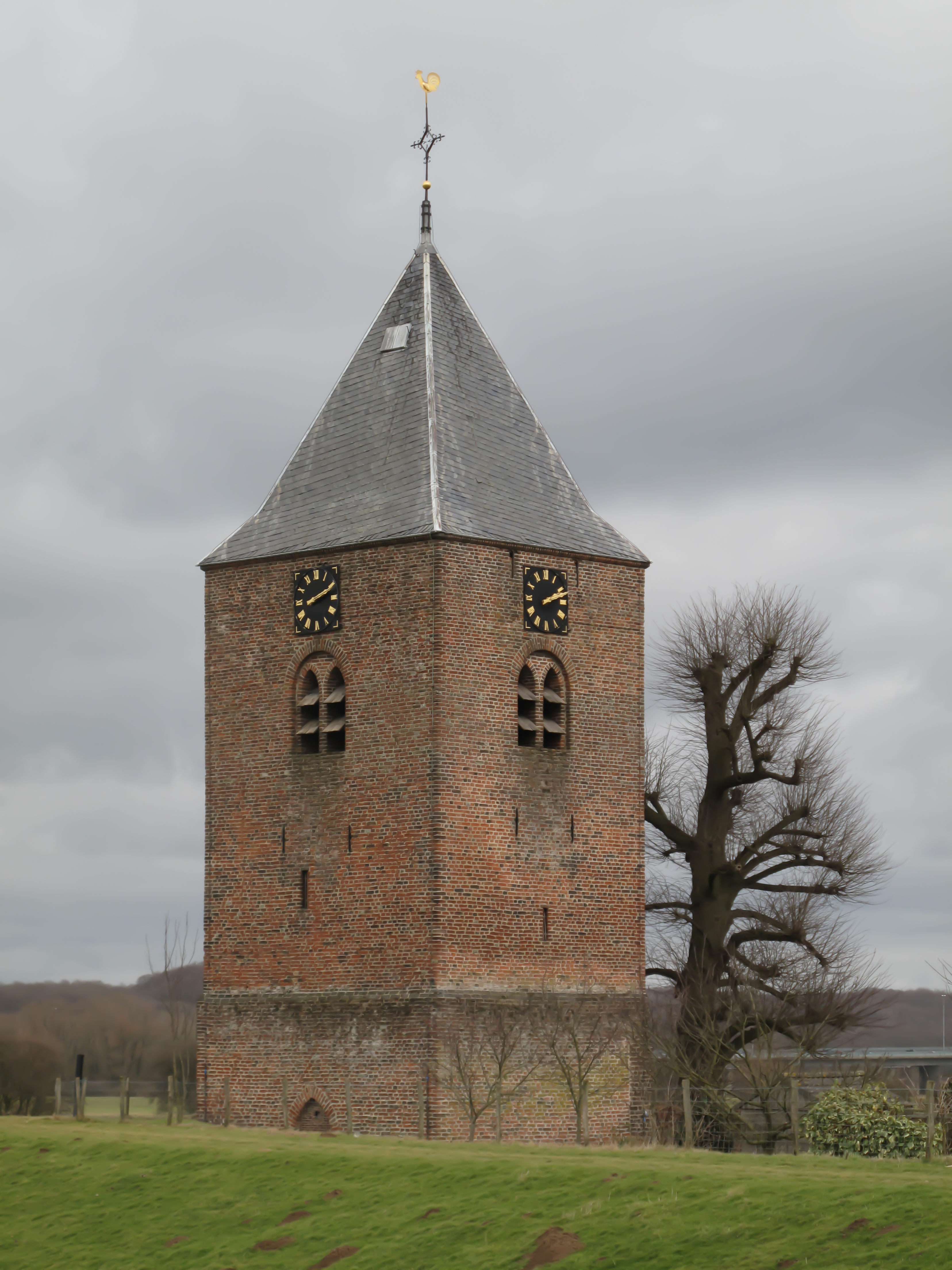
Toren

Op ongeveer dezelfde plaats waar nu een kerk staat, hebben drie eerdere kerken gestaan. De eerste kerk werd in de 12e eeuw buitendijks gebouwd. De tweede kerk was binnendijks en de derde kerk was weer buitendijks. Deze laatste kerk stortte in 1834 in elkaar. Alleen de toren, die muren heeft die 140 cm dik zijn, bleef staan en is van dichtbij te zien via het kerkhof. Aan de oostkant is een dichtgemetselde deur, waar voorheen de derde kerk was aangebouwd.
Op de dijk, die vroeger de Vluchtheuvel werd genoemd, werd in 1837 een vierde kerk gebouwd. De eerste steen werd op 17 augustus van dat jaar gelegd door F.G. baron van Lynden van Hemmen, collator der gemeente. De eerste predikant was H. van de Westeringh. Kerkvoogden waren D. van Lonkhijzen en J. Jacobs. Achter de kerk is een kerkhof. De ingang is aan de rechterkant van de kerk.

## Foto's

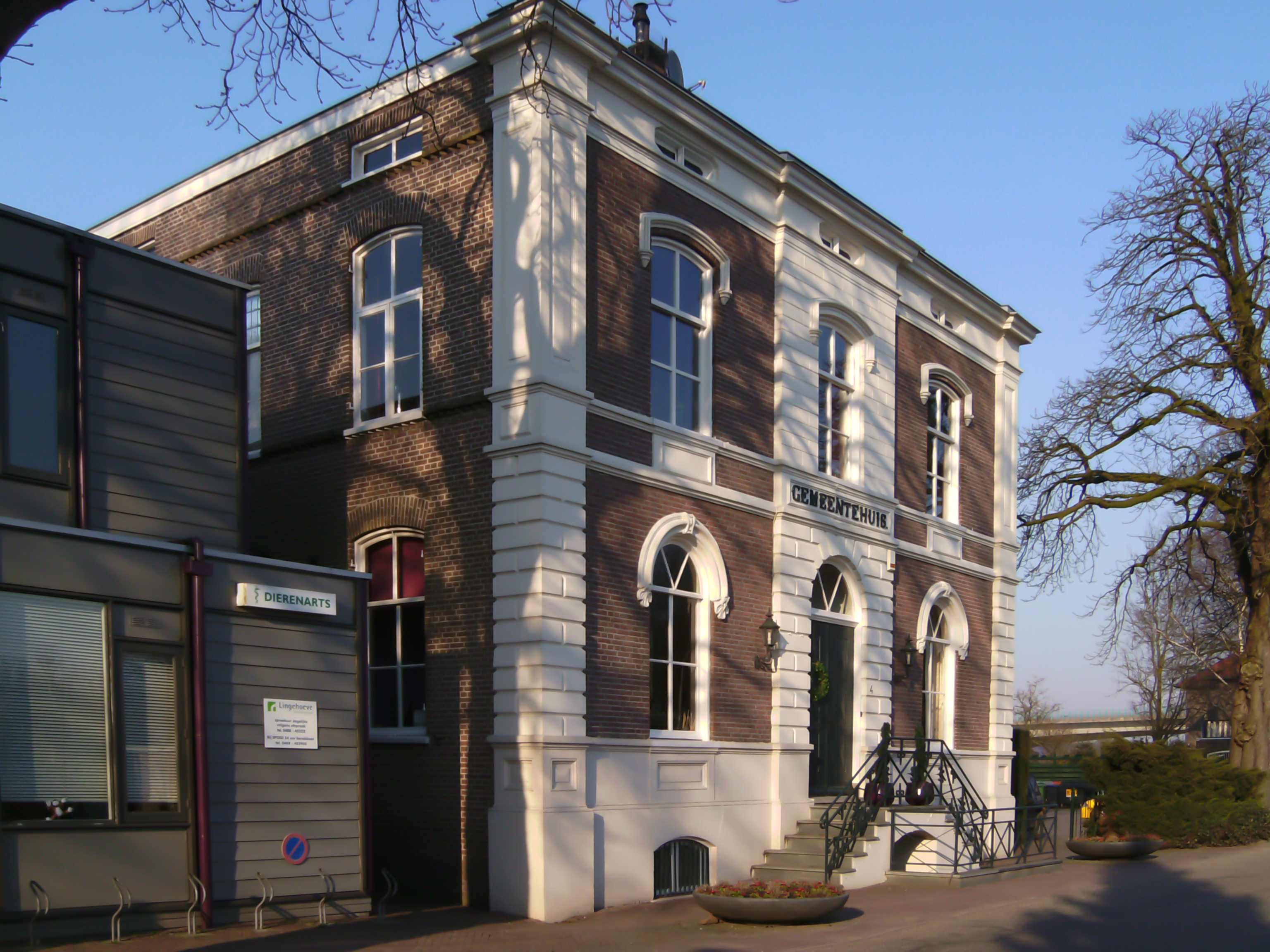
Voormalig gemeentehuis
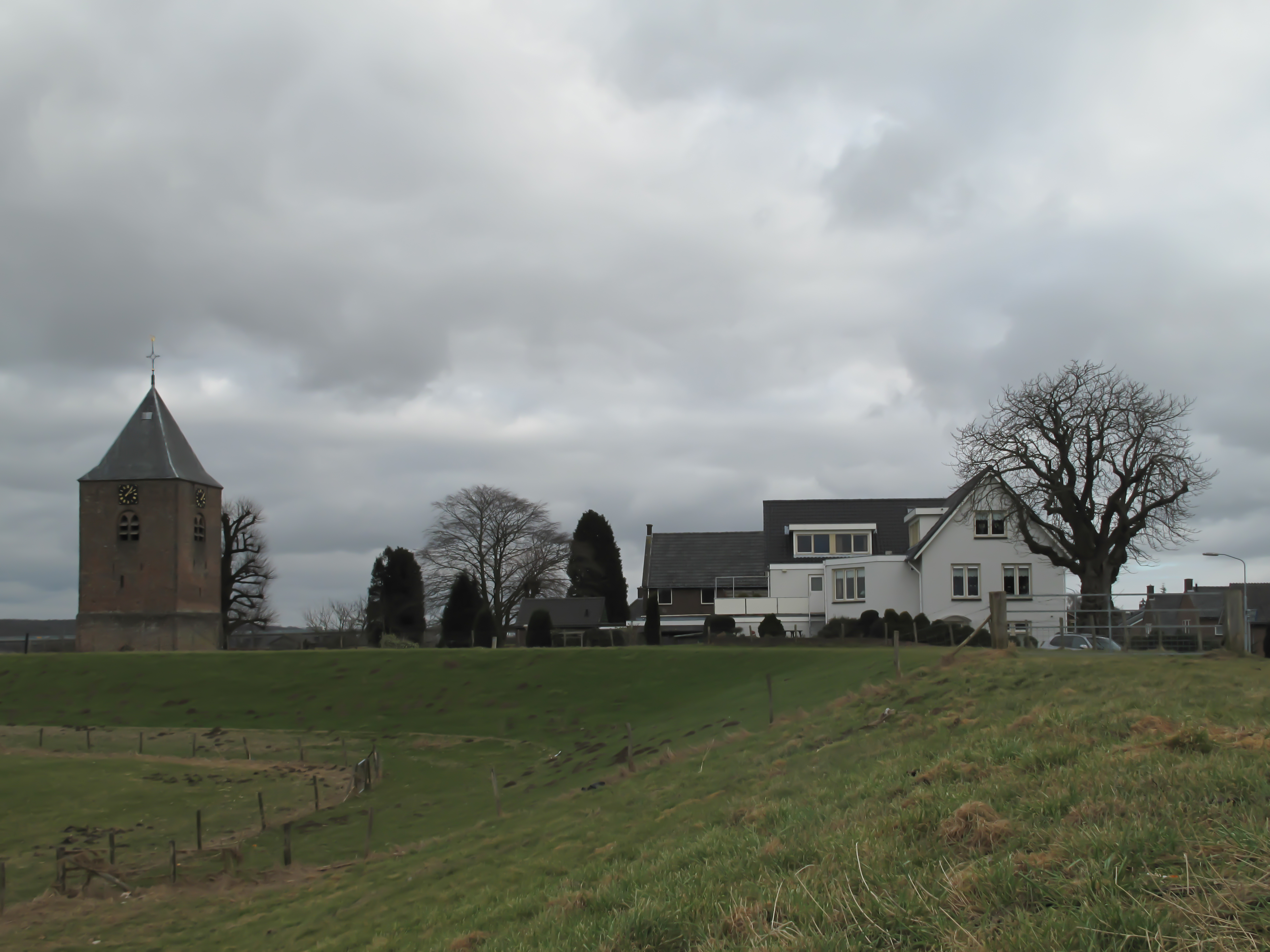
Toren in straatzicht
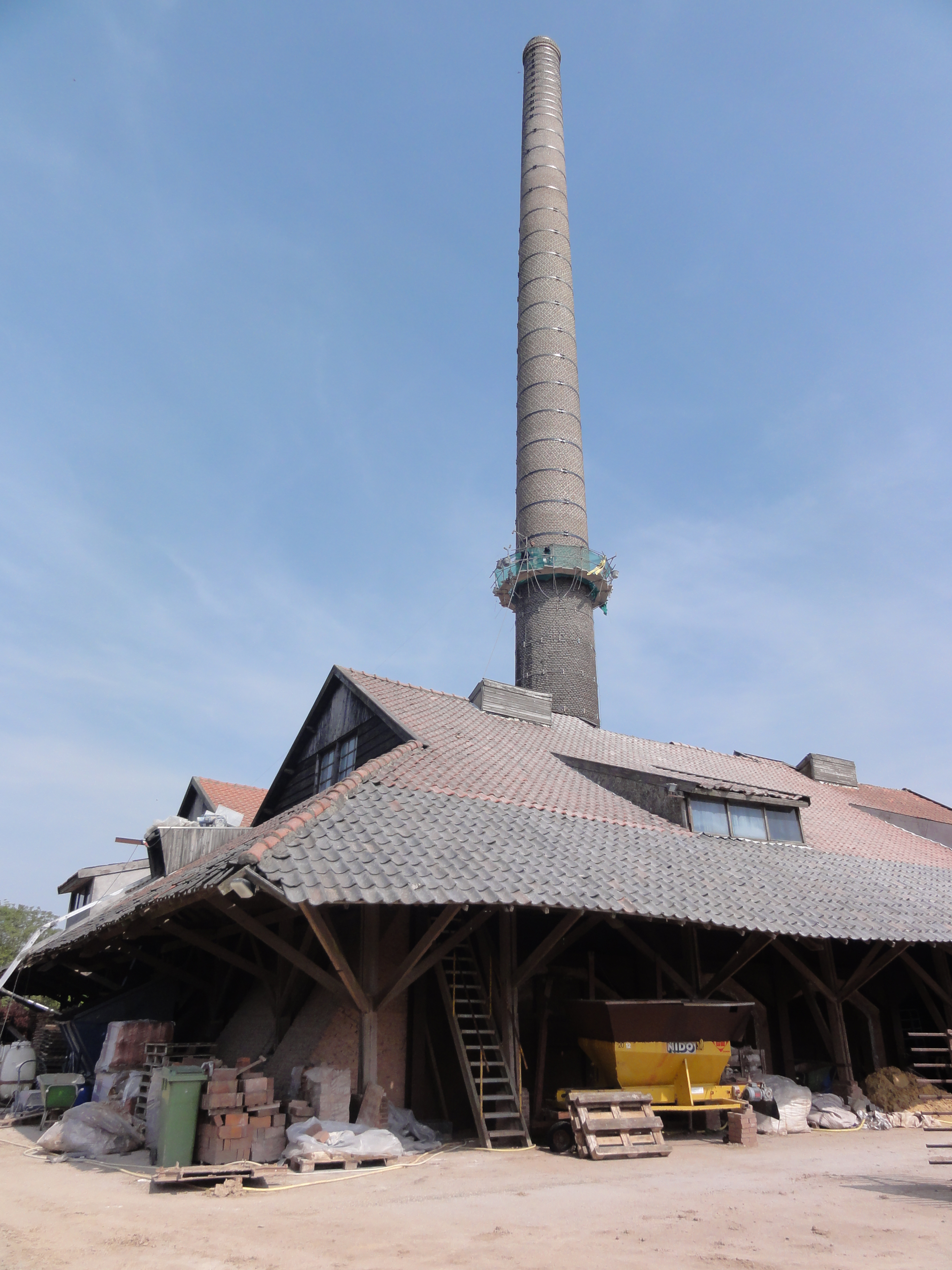
Steenoven van de steenfabriek Randwijk
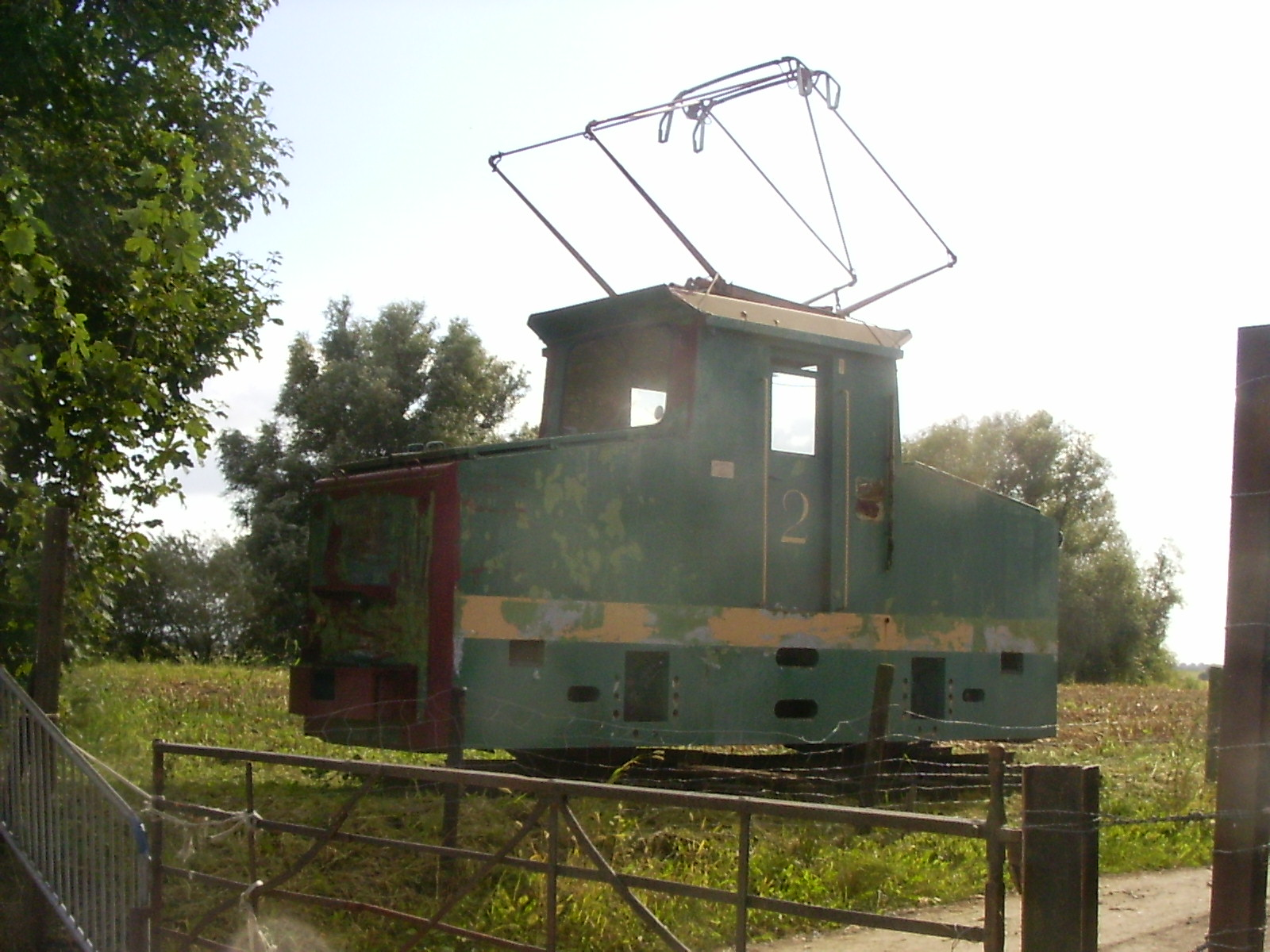
Gelderse Smalspoor Stichting
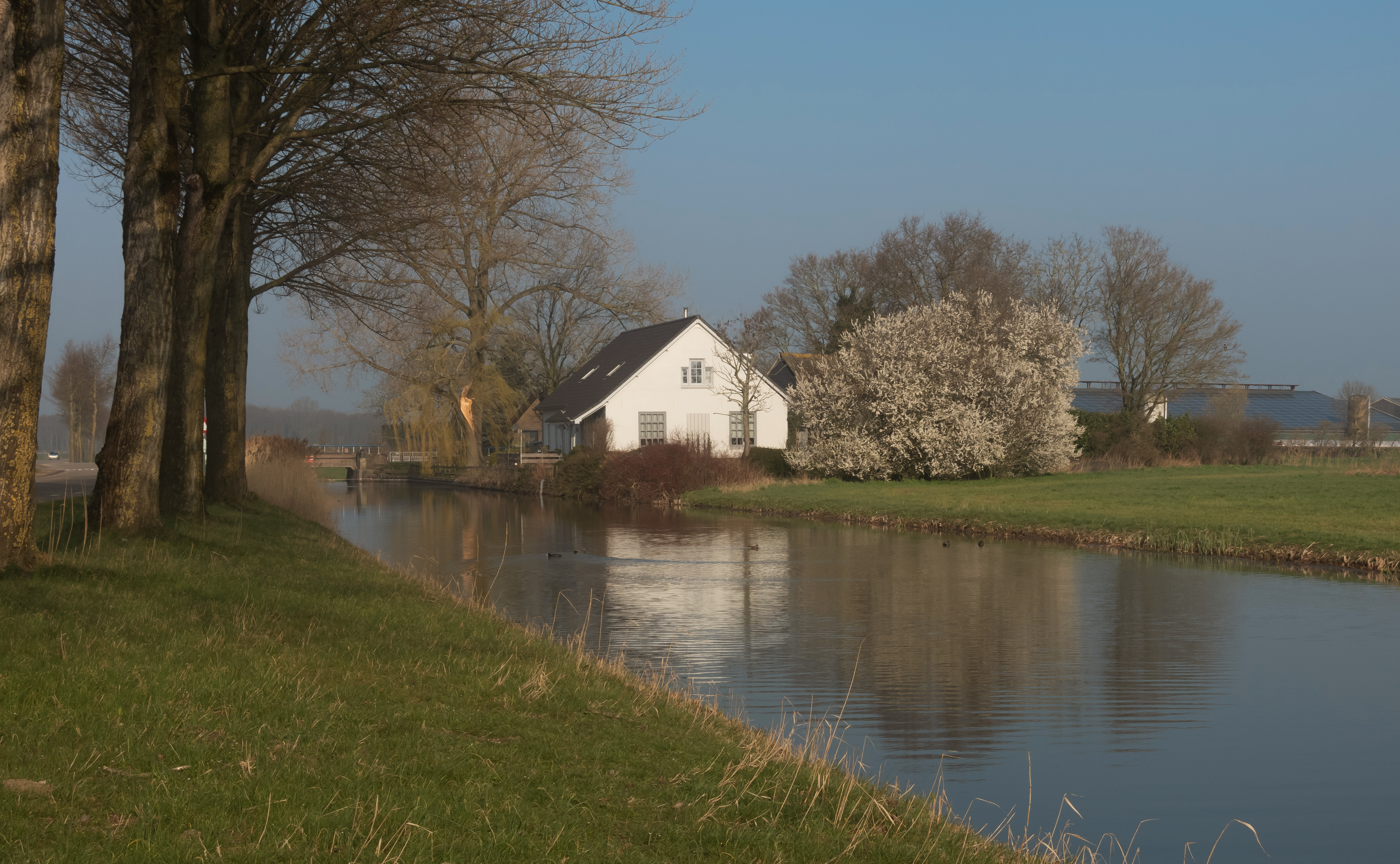
Boerderij aan de Muskushouwsestraat

## Geboren in Heteren
- Roelof Hendrik Graadt Jonckers (1805-1866), dominee en schrijver
- Johannis Pas (1869-1937), burgemeester en onderwijsinspecteur
- Geurt van Dijk (1941), beeldend kunstenaar
- Johan Derksen (1949), voetballer, journalist
- Jan Menting (1952), voetballer
- Marcel Nijenhuis (1974), voetballer

## Trivia
- Generaal-Majoor Stanisław Sosabowski is benoemd tot ereburger van de voormalige gemeente.